# Ole Sørensen
Ole Sørensen (Copenhague, 25 de noviembre de 1937-ibídem, 30 de enero de 2015) fue un futbolista danés que jugaba en la demarcación de centrocampista.

## Biografía
Debutó como futbolista en 1955 con el KB con tan sólo 18 años. Jugó en la Superliga de Dinamarca, que aunque no llegó a ganar ningún título de liga, llegó a quedar subcampeón en 1959, en 1960 y en 1961. Además también quedó subcampeón de la Copa de Dinamarca en 1965 tras perder contra el AGF Aarhus por 1-0. Tras finalizar la temporada 1964/1965 fichó por el FC Colonia alemán, donde jugó durante dos años. En 1967 jugó en el PSV Eindhoven por otros dos años, antes de volver al KB y cumplir su segunda etapa en el club, retirándose finalmente en 1972.
Falleció en su ciudad natal el 30 de enero de 2015 a los 77 años de edad.

## Selección nacional
Jugó un total de 25 partidos con la selección de fútbol de Dinamarca, anotando 7 goles durante su trayectoria como internacional. Debutó el 18 de junio de 1961 en un partido del campeonato nórdico de fútbol contra Suecia. En su segundo partido con el combinado danés, en el mismo campeonato contra Noruega, marcó su primer gol con la selección. Llegó a jugar partidos de clasificación para los Juegos Olímpicos de Tokio 1964, la clasificación para la Eurocopa 1964 y posteriormente el campeonato tras haber sido clasificado, la clasificación para la Copa Mundial de Fútbol de 1966 y la clasificación para la Copa Mundial de Fútbol de 1970. Jugó su último partido con la camiseta de la selección el 1 de julio de 1969 en un partido amistoso contra Bermuda, marcando además en dicho partido.

## Clubes
| Club          | País                | Año       | Partidos | Goles |
| ------------- | ------------------- | --------- | -------- | ----- |
| KB            | Dinamarca           | 1955-1965 |          |       |
| FC Colonia    | Alemania Occidental | 1965-1967 | 13       | 1     |
| PSV Eindhoven | Países Bajos        | 1967-1969 | 42       | 11    |
| KB            | Dinamarca           | 1969-1972 |          |       |